# Ermilo Abreu Gómez
Ermilo Abreu Gómez (Mérida, 18 de setembro de 1894 – Cidade do México, 14 de julho de 1971) foi um escritor mexicano. Destacou-se na poesia (Canek), na novela (La dei alba seria), no teatro (Romance de Reyes, Un juego de escárnio, Un toro y três golondrinas), na crítica literária (Clàsicos, românticos y modernos, Sala de retratos) e no ensaio (Diálogo dei buen decir y atros ensayos, 1961). Desde 1962 que pertencia à Academia da Língua.

## Obra
Sua obra mais conhecida é Canek (1940), cujo tema é a recriação de um acontecimento real (1761) em que se projeta a sensibilidade do povo maia. A título de curiosidade, o comentário do autor sobre este livro que a sua esposa escreveu: «E as melhores páginas foram perdidas por Ninfa!»
Sua obra literária é variada e abundante, destacando-se algumas como:
- La Xtabay (1919)
- El corcovado (1924)
- Clásicos. Románticos. Modernos (1934)
- Sor Juana Inés de la Cruz, bibliografía y biblioteca (1934)
- Canek (1940)
- Héroes Mayas (1942)
- Un loro y tres golondrinas (1946)
- Quetzalcóatl, sueño y vigilia (1947)
- Naufragio de indios (1951)
- La conjura de Xinum (1958)
- Cuentos para contar al fuego (1959)
- Diálogo del buen decir (1961)
- Leyendas y Consejas del Antiguo Yucatán (1961)